# Anamecia ferdovsi
Anamecia ferdovsi là một loài bướm đêm trong họ Noctuidae.